# Боннское обозрение
Боннское обозрение (нем. Bonner Durchmusterung, BD) — звёздный каталог, составленный под руководством немецкого астронома Ф. Аргеландера в 1850—1860-х гг. в Боннской обсерватории. Полная версия каталога со всеми дополнениями содержит около 1,5 миллионов звёзд до 10 звёздной величины.

## Основной каталог
Для составления каталога использовался 3-дюймовый рефрактор Боннской обсерватории. Для картирования всю небесную сферу разделили на сферические пояса, параллельные небесному экватору, толщиной 1° по склонению. Звёзды в поясе нумеровались в порядке возрастания прямого восхождения начиная с 0h.
Обозначения звёзд в Боннском обозрении строится следующим образом: сначала идёт префикс BD, обозначающий каталог, затем указывается склонение нижней границы пояса, затем — номер звезды в поясе. Таким образом, звезда Вега обозначается как BD+38°3238.
В каталог попало 325 037 звёзд до 9,5 звёздной величины, расположенных на склонениях от −2° до 90°.

## Дополнения каталога

### Южное Бонское обозрение
В 1886 году появилось т. н. Южное Боннское обозрение (нем. Südliche Bonner Durchmusterung, SBD), выполненное помощником Аргеландера Эдуардом Шёнфельдом. Для этой цели Шенфельд использовал 6-дюймовый рефрактор Боннской обсерватории. SBD расширило каталог до −23° и добавило к каталогу 137 834 звезды. SBD всегда включался в BD и не продавался по отдельности.

### Кордобское обозрение
Дальнейшее расширение каталога продолжалось за пределами Германии. Следующее обозрение было выпущено в 1908 году в Аргентинской национальной обсерватории. Кордобское обозрение (нем. Cordoba Durchmusterung, CD или CoD) дополнившее Боннское обозрение до южного полюса и увеличившее число объектов каталога до 613 959 звёзд.

### Кейпское обозрение
К Боннскому обозрению также относят фотографический Кейпский (Капский, Кейптаунский) обзор (Cape Photographic Durchmusterung, СР или CpD) 1896—1900 гг. Фотографированием неба занимались в Кейптаунской обсерватории под руководством Дэйвида Гилла. Фотопластинки отправлялись на изучение Якобусу Каптейну в Гронинген. Каталог включал в себя 454 875 звёзд Южного полушария, полный до 9,5-й звёздной величины и содержащий звезды до 12-й величины от склонения −19° до южного полюса мира. За создание этого каталога Каптейн получил Золотую медаль Лондонского Королевского астрономического общества.
Вышеприведённые каталоги (за исключением последнего) были созданы посредством визуальных наблюдений. Это чревато неточностями как в определении координат, так и звёздных величин. Однако это не помешало стать Боннскому обозрению основным астрономическим каталогом почти на столетие.